# Richard Arkwright
Richard Arkwright (23 de diciembre de 1732 - 3 de agosto de 1792) fue un industrial inglés que patentó el bastidor de hilado movido por agua (water frame) en 1769, y fundó la primera factoría de algodón hidráulica del mundo en Cromford, Derbyshire en 1771, siendo uno de los precursores de la Revolución Industrial. Fue nombrado caballero en 1786.

## Juventud
Richard nació en 1732 en Preston en el condado de Lancashire, Gran Bretaña, siendo el decimotercer y último hijo del sastre Thomas Arkwright y Ellen Hodgkinson. Sin recursos suficientes para tener una educación formal, aprendió el oficio de peluquero que desempeñó hasta los 28 años, cuando consiguió algo de dinero por inventar un tinte resistente al agua. Este dinero le sirvió para financiar sus primeros trabajos con maquinaria textil, para posteriormente patentar el telar mecánico.

## Madurez
En 1768, estuvo trabajando con el relojero John Kay (no confundir con el inventor de la lanzadera volante, del mismo nombre) en la fabricación de una máquina hiladora de algodón. Kay había trabajado anteriormente con Thomas Highs, auténtico inventor de la hiladora mecánica que Arkwright patentaría al año siguiente con el nombre de Water Frame. Highs y su socio John Smalley construyeron en Nottingham su primer bastidor de hilado, impulsado por caballos de tiro. En 1771 levantaron un nuevo molino para su máquina, esta vez hidráulico, en el pueblo de Cromford, Derbyshire.
La pequeña población no era capaz de aportar los trabajadores necesarios, especialmente niños, los más útiles, de modo que hicieron construir viviendas junto al molino y trajeron a familias enteras de trabajadores foráneos. También construyeron allí el Hotel Greyhound, que aún hoy se mantiene en pie. Los empleados de Arkwright disfrutaban de una semana de vacaciones al año, bajo la condición de no abandonar el pueblo. Más adelante, les procuraría una educación básica, de modo que fueran capaces de llevar las cuentas de la producción de hilo.
En 1775 Arkwright, tras desarrollar una máquina especializada en el cardado del algodón, registró una nueva patente que abarcaba el proceso completo de la producción de hilo, uniendo la máquina de cardado a la Water Frame y denominándola Roving Frame. Esta nueva patente desembocó en una guerra jurídica entre Arkwright y otros fabricantes de hilo (a los que acusó de haber infringido su patente), que terminaría en 1785. Ante los tribunales se presentaron varios testigos, incluyendo a Thomas Highs y a John Kay, que declararon que Arkwright se había apropiado de sus ideas. Como resultado de estas acciones legales, las patentes sobre la Roving Frame y sobre la Water Frame fueron revocadas, pese a la posterior apelación de Arkwright.
La prosperidad de Arkwright no se vería fuertemente afectada por esta resolución, siendo nombrado caballero al año siguiente de dictaminarse la sentencia y muriendo, seis años más tarde, como uno de los hombres más ricos de la Gran Bretaña, con una fortuna estimada en más de 500.000 libras.

## Matrimonios

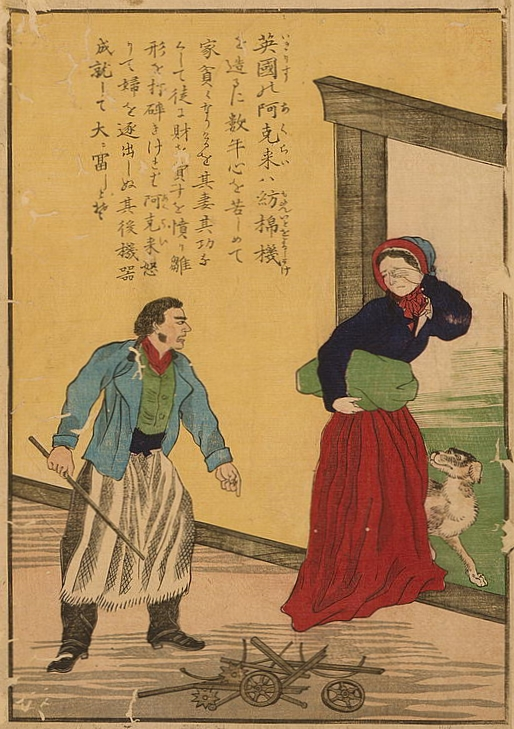
Caricatura japonesa que muestra a un enojado Arkwright expulsando a su esposa que le rompió deliberadamente su experimento

Arkwright se casó por primera vez con Patience Holt en 1755, quien le dio un hijo, al que también llamaron Richard, y que nació el mismo año de la boda. Al año siguiente Patience murió por causas no especificadas. Richard volvió a casarse más adelante, en 1761, con Margaret Biggins, con quien tuvo tres hijos, de los cuales solo Susanna llegaría a la edad adulta.

## Curiosidades
La barbería en la que Richard trabajó de joven, en Churchgat (Bolton), fue demolida a principios del siglo XX. Sobre la entrada al nuevo edificio ha sido colocada una placa conmemorativa del hecho.